# Mlok Scamander
Mlok Scamander (v anglickém originále Newt Scamander, celým jménem Newton Artemis Fido Scamander) je fiktivní postava z knižní a filmové série, odehrávající ve Světě Harryho Pottera. Je hlavní postavou filmové série Fantastická zvířata. Napsal také knihu Fantastická zvířata a kde je najít, která je jednou z bradavických učebnic v době studia Harryho Pottera. Je to magiozoolog, zkoumá tedy kouzelná zvířata. Stal se velmi slavnou osobností v tehdejším kouzelnickém světě. Ve filmu si lze všimnout jeho žluto-černé šály, která prozrazuje, že po dobu studia v Bradavicích patřil do Mrzimoru.

## Jméno
Jeho jméno je nabité slovními hříčkami. Newt je anglický výraz pro mlokovité obojživelníky z podčeledi Pleurodelinae, která zahrnuje převážně čolky. Artemis byla řecká bohyně lovu. Fido je z latinského fidus (věrný), což odkazuje na jednu z vlastností ceněných v mrzimorské koleji, které byl členem. Je to také běžné psí jméno. Příjmení Scamander trochu připomíná salamandra, což je reálně mlok, v Kouzelnickém světě Harryho Pottera jde však o drobnou ještěrku žijící v ohni a živící se plameny. Ve skutečnosti je však Scamander jméno řeky (resp. říčního boha), o níž je zmínka v Homérově Iliadě líčící průběh trojské války. Tato řeka bojovala s hrdinou Achillem, ten ji však přemohl pomocí ohně.

## Život
Mlok se narodil roku 1897. Už jako malý projevoval velký zájem o nejrůznější kouzelná stvoření. K tomuto zájmu ho přivedla jeho matka, která byla chovatelkou ušlechtilých hipogryfů. Ze Školy čar a kouzel v Bradavicích, kde byl součástí koleje Mrzimor, byl vyloučen kvůli incidentu s magickým zvířetem, které použila jeho láska z dětství Leta Lestrangeová proti spolužačkám, jež ji neměly rády, a on vzal veškerou vinu na sebe. 
Přijal ale místo na ministerstvu kouzel na Odboru pro dohled nad kouzelnými tvory. Tato práce mu ale přišla nudná, a tak přijal místo na Oddělení pro relokaci domácích skřítků, kde využil své ohromné znalosti o kouzelných tvorech. Prosadil zákon o zákazu experimentálního křížení, aby tak nemohly vznikat nové nezkrotitelné obludy, což do té doby býval na území Británie velký problém.
Při své pozdější práci na Ústavu pro výzkum a kontrolu draků podnikal časté služební cesty do zahraničí, při nichž si nashromáždil potřebné informace pro vydání knihy Fantastická zvířata a kde je najít, která se ihned stala celosvětovým bestsellerem. Jako uznání za služby při studiu kouzelných zvířat (magizoologie) obdržel také Merlinův řád druhého stupně. Oženil se s americkou bystrozorkou Porpentinou Esther Goldsteinovou, která je z filmu známá jako Tina. O jeho dětech nejsou žádné zmínky, je ale známo, že jeho vnuk Rolf Scamander se oženil s Lenkou Láskorádovou, studentkou známou z knih o Harrym Potterovi.

## Vystupování ve filmu
Mlok Scamander se objevil ve filmu Fantastická zvířata a kde je najít. V roce 1926 přijel Mlok se svým kouzelným kufrem plným kouzelných tvorů do New Yorku, kde se hodlal zdržet jen krátce. To se však nestalo, protože mudla jménem Jacob Kowalski omylem otevřel Mlokův kufr, ze kterého utekla část jeho zvířat. Tou dobou zde však řádili obskuriálové, tedy děti, kterým se nepodařilo ovládnout své kouzelnické schopnosti. Mlok byl obviněn z toho, že město ničí jeho uprchlá zvířata. Podařilo se mu však uniknout, všechna zvířata pochytat a dokázat pravdu.

## Dílo
- Fantastická zvířata a kde je najít